# Vincent Provoost
Pour les articles homonymes, voir Provoost.
Vincent Provoost, né le 7 février 1984, est un footballeur belge qui évolue au poste de défenseur.

## Biographie
Formé au Club Bruges, il rejoint le noyau A en 2005. Deux ans plus tard, en manque de temps de jeu, il quitte le club et va au KV Courtrai. En 2008, il rejoint le KSV Roulers et en 2011, il rejoint le Royal Mouscron-Péruwelz. Après 3 ans passés dans le club mouscronnois, il revient au KSV Roulers.